# Arrinera Hussarya GT
El Arrinera Hussarya GT es un automóvil superdeportivo fabricado por Arrinera Automotives S.A. para competir en la categoría FIA GT3 y que supera de largo la barrera de los 200.000 euros. El primer prototipo se presentó en 2011 y desde entonces han estado desarrollando con la colaboración de Lee Noble un coche propio que fuera capaz de rivalizar con los mejores deportivos del mercado.

## Características
Reid ha asegurado que "el coche es muy rápido, es estable y predecible, perfecto para pilotos no totalmente profesionales que quieran dar el salto a coches de altas prestaciones sin tener que recurrir a Porsche o Ferrari, que requieren mucho tiempo y experiencia para pilotarlos como necesitan. Por un precio significativamente menor que el de un GT3 convencional y es originario de Polonia y el primero de aquel país en participar en el GoodWill Festival of Speed.

## Diseño

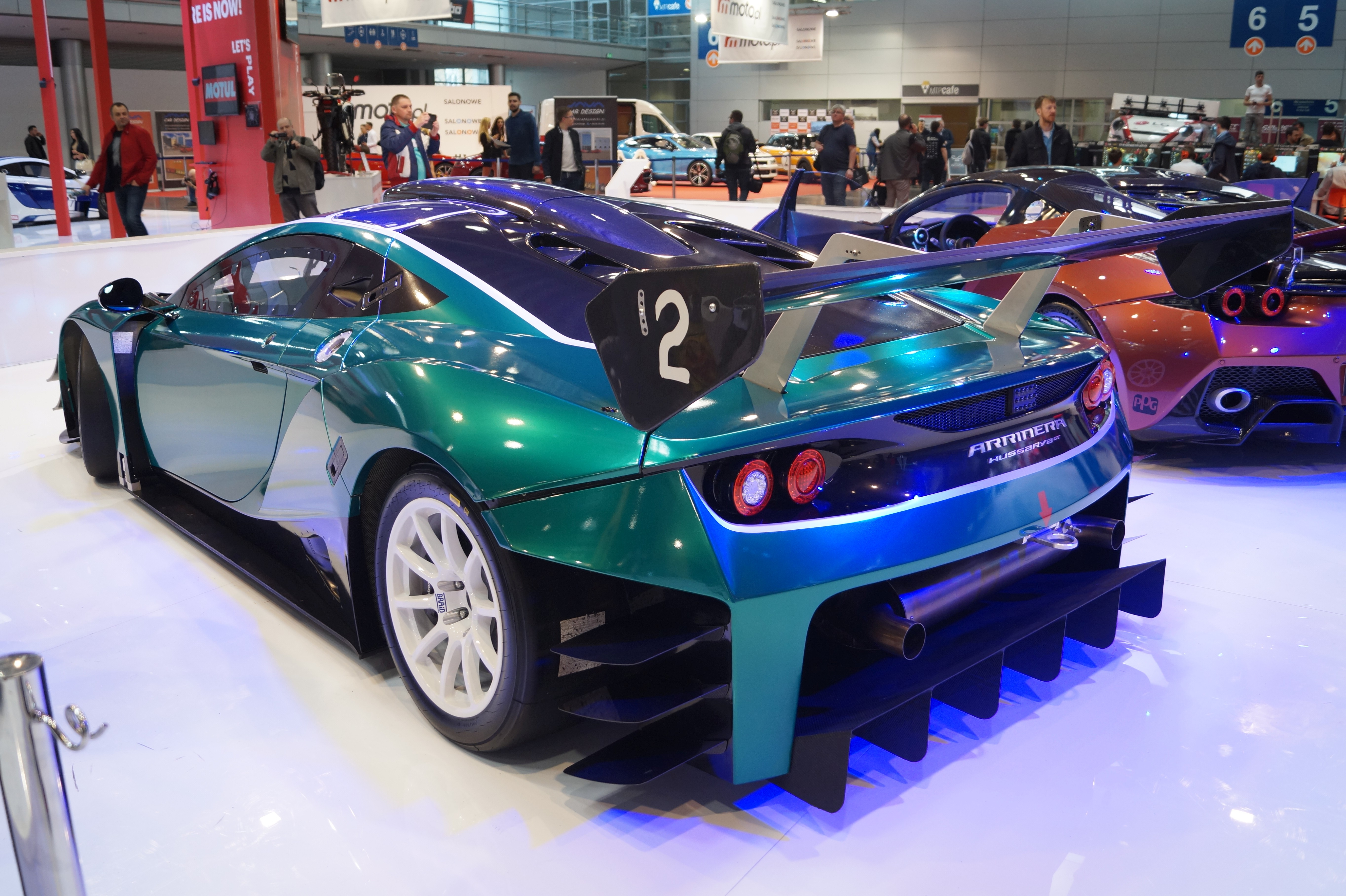
Vista trasera del Hussarya GT.

El Hussarya GT se inspira mucho en los aviones de combate polacos de la Segunda Guerra Mundial, como se aprecia en una serie de características. En primer lugar, el Hussarya debe su nombre a la caballería húsara, una caballería polaca de combate del siglo XVII que ganó muchas batallas y que durante más de un siglo fue temida como una unidad invencible.
Además, el Hussarya GT está pintado en su mayoría de color azul claro, del mismo color que el antiguo avión polaco Spitfire. La columna vertebral del automóvil también está fabricada con tubos de acero sin soldadura británicos BS4 T45.
El chasis del automóvil es una estructura multitubular en acero al carbono.

## Motor

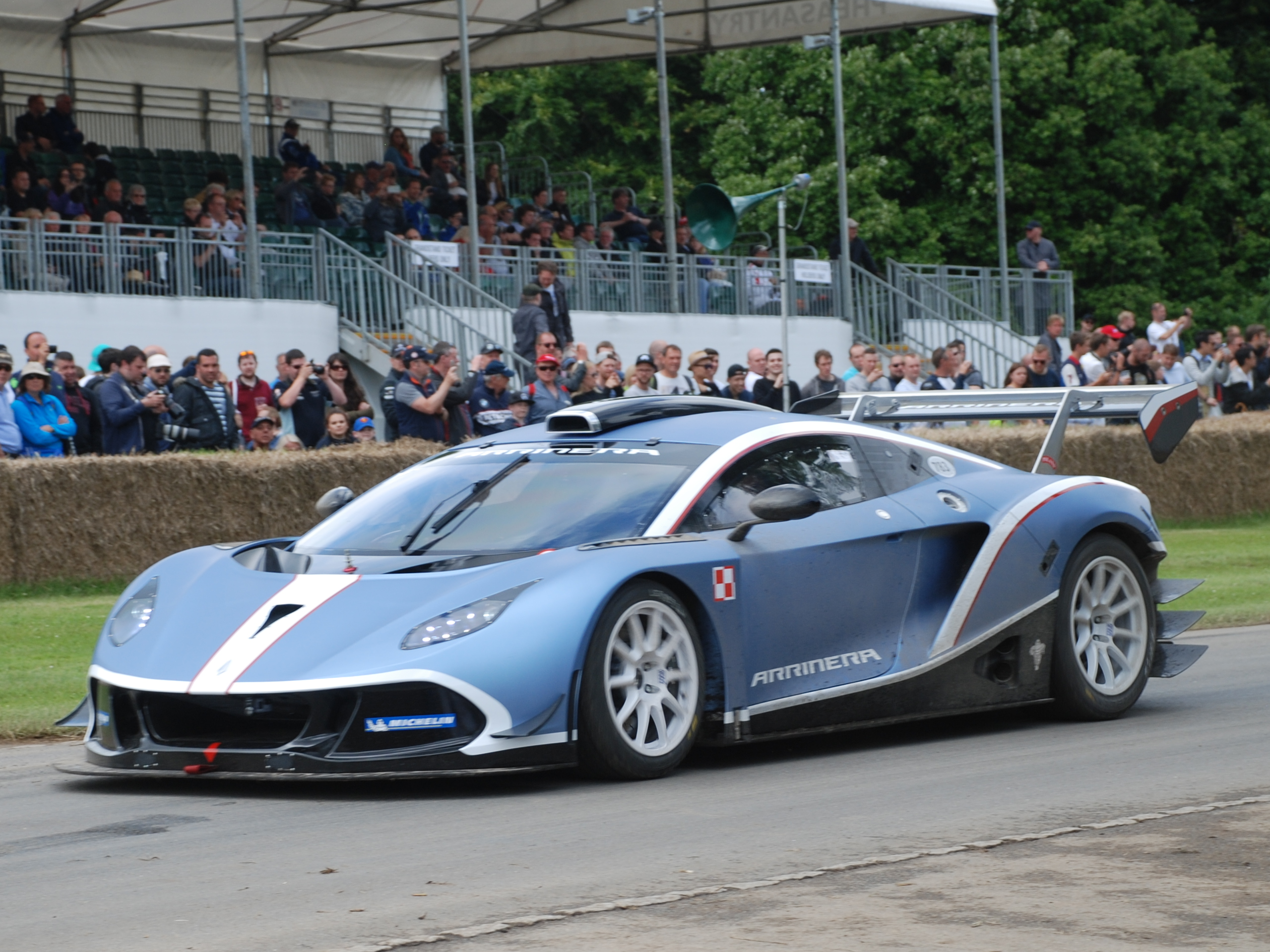
Arrinera Hussarya GT en el GoodWood Festival of Speed

Emplea un motor LS7 V8 de 7.0 litros de General Motors montado en posición central con una potencia de 505 CV y 652 N•m de par motor asociado a una caja de cambios secuencial de seis velocidades con levas en el volante, chasis multitubular de acero, suspensiones pushrod con amortiguadores Öhlins, frenos con pinzas de seis pistones y un apartado aerodinámico trabajado en túnel de viento.
La marca ya ha anunciado que dentro de poco tendrán lista una versión GT homologada para circular por carretera.

## Prestaciones
Acelera de 0 a 100 km/h en 3,4 segundos y tiene una velocidad máxima de 340 km/h, cuenta con caja de cambios secuencial de seis velocidades y sistema de frenos de cuatro discos ventilados de 380 milímetros y unas pinzas de seis pistones.